# Giovanni Vecchi
Giovanni Vecchi (Quistello, 5 gennaio 1881 – ...) è stato un generale italiano, veterano della guerra italo-turca e della prima guerra mondiale. Durante il corso della seconda guerra mondiale fu comandante del  XIV Corpo d'armata e poi del XXV Corpo d'armata. Decorato di Medaglia d'argento al valor militare.

## Biografia
Nacque a Quistello, provincia di Mantova, il 5 gennaio 1881. Nel 1899 entrò come Allievo ufficiale nella Regia Accademia Militare di Fanteria e Cavalleria di Modena, da dove uscì con il grado di sottotenente assegnato all'arma di fanteria, corpo dei granatieri, il 28 agosto 1902. Prese parte alle guerra italo-turca e alla prima guerra mondiale in forza al 1º Reggimento "Granatieri di Sardegna" con grandi riconoscimenti, tra cui una Medaglia d'argento al valor militare.
Promosso tenente colonnello, il 30 gennaio 1922 fu destinato a prestare servizio presso il 2º Reggimento "Granatieri di Sardegna", quale comandante del I Battaglione.
Divenuto colonnello comandò il 4º Reggimento fanteria "Piemonte" sino al 20 dicembre 1927, poi il distretto militare di Catanzaro; poi il 42º Reggimento fanteria "Modena" (dal 15 febbraio 1930), e infine il 63º Reggimento fanteria "Cagliari".
Promosso generale di brigata il 24 febbraio 1935, assunse il comando della 21ª Brigata fanteria "Granatieri di Sardegna" a Roma.
Il 1 luglio 1937 venne promosso generale di divisione, e assunse il comando della 31ª Brigata fanteria "Caprera" a Sassari All'atto, nel 1939, della trasformazione per la riforma dell'esercito voluta dal generale Alberto Pariani, l'unità fu ridenominata 31ª Divisione fanteria "Calabria", di cui divenne il primo comandate.
All'atto dell'ingresso in guerra del Regno d'Italia, avvenuta il 10 giugno 1940, comandò il XIV Corpo d'armata con sede a Valdobbiadene, con alle dipendenze la Divisioni fanteria "Puglie" e "Marche". Promosso generale di corpo d'armata dal 5 gennaio 1941, nel febbraio dello stesso anno, alle testa del suo corpo d'armata partì per raggiungere il fronte greco-albanese stabilendo il suo Quartier generale in Albania, sul confine con la Jugoslavia, con alle dipendenze la divisioni "Puglie", "Firenze" e "Cuneense". Dopo l'inizio dell'invasione della Jugoslavia partecipò alla successiva conquista e all'occupazione del Montenegro.  Le unità poste alle sue dipendenze sono poste a presidio delle zone di Antivari, Cettigne, Cattaro, Podgorica, Vispazar e di quelle lungo le rive del lago di Scutari. Per svolgere questo nuovo compito di occupazione di ordine e sicurezza, il XIV corpo viene notevolmente potenziato ed inquadrò le divisioni "Messina", "Venezia", "Taro", "Pusteria" e "Cacciatori delle Alpi" nonché il I e II Gruppo Alpini Valle. Dal 1º dicembre il corpo d'armata assume il nome di Comando Truppe Montenegro (XIV).
Nella metà di luglio 1941 lasciò il comando al parigrado Luigi Mentasti e rientrò in Italia.  Assunse, a Bitolj in Albania, dal 5 dicembre successivo, quello del XXV Corpo d'armata, permanendovi sino all'11 febbraio 1943 e venendo sostituito dal parigrado Umberto Mondino.
Dal 12 al 28 febbraio rimase a disposizione del Ministero della guerra ed il 1º marzo fu ricollocato in congedo assoluto all'età di 62 anni.

### Annotazioni
1. ↑  Suo Capo di stato maggiore era il colonnello Giovanni Casula.

### Fonti
1. 1 2 3 4 5 6 7 8 9 10  Generals.
2. ↑  Jowett, Andrew 2000, p. 10.
3. ↑  Jowett, Andrew 2000, p. 6.
4. ↑  Jowett, Andrew 2000, p. 9.
5. ↑  Jowett, Andrew 2000, p. 13.
6. ↑  Bollettino Ufficiale 1920, dispensa 2ª.
7. ↑  Supplemento ordinario alla Gazzetta ufficiale del Regno d'Italia n.178 del 30 luglio 1941, pag.2.